# Chaukové

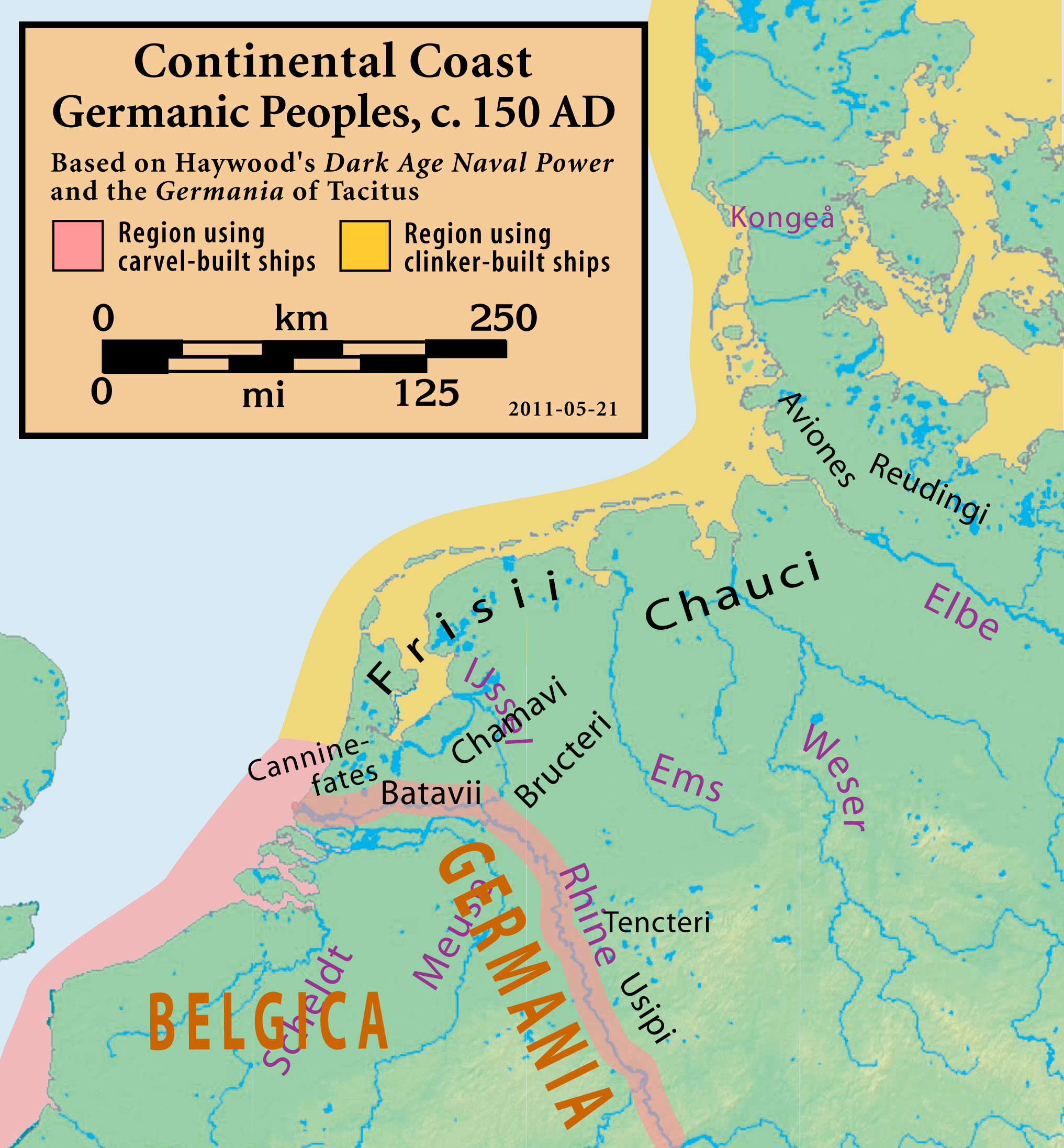
Germáni cca 150 n. l.

Chaukové byli západogermánský kmen, v antických písemných pramenech uváděný pod jménem Ingeveoni. 
Jádro chauckého osídlení se nacházelo mezi Labem a Vezerou, nicméně zasáhlo na západě až k Emži (tzv. Chauci minores), za kterou sídlili archeologicky velice podobní Frísové. Chaukové se zde vyvinuli na podloží kultury Jastorfské na přelomu letopočtu a pravděpodobný je jejich významný podíl na zformování kmene Sasů, který je písemnými prameny zmiňován již ve 2. století. Stejně jako Sasové byli Chaukové velmi schopnými piráty a dobyvateli, kteří svá sídla rozšiřovali především jižním směrem na úkor Chattů.
Důležitým zdrojem poznání je především rozsáhlé žárové pohřebiště Westerwanna (3000 hrobů), dále pak četná sídliště, pro Chauky typická hlavně při pobřeží, kde se při ústupu moře obnažily úrodné oblasti naplavenin – např. Federsen - Wierde. Specifickým rysem pro celou oblast středního a severního Německa jsou pak dlouhé domy, kde byla jedna část vydělena dobytku – stáje.